# Amanda Aardsma

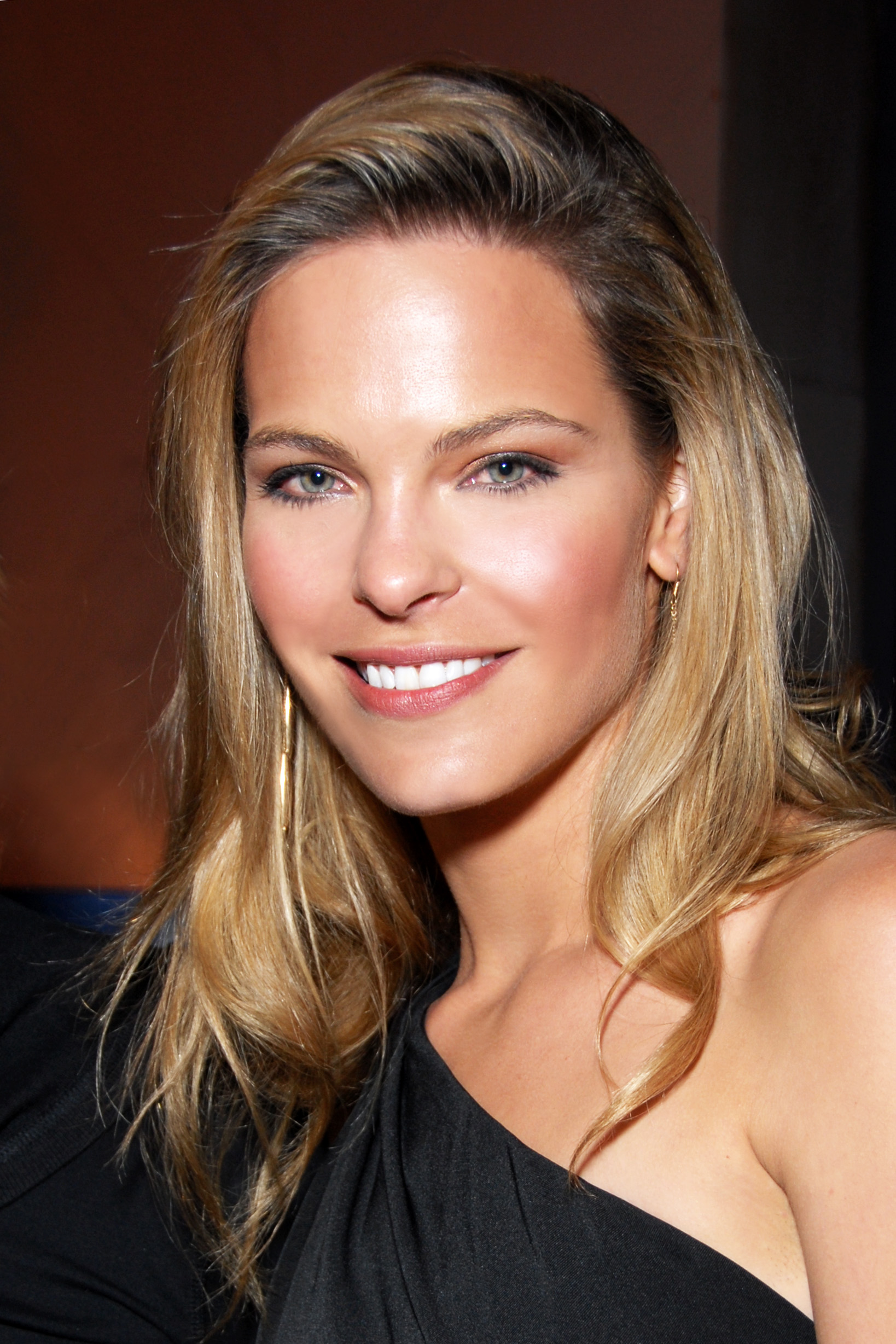
Amanda Aardsma in Los Angeles (2009)

Amanda Aardsma (* 24. Oktober 1979 in Denver, Colorado) ist eine US-amerikanische Filmschauspielerin und Schönheitskönigin.

## Leben
Amanda Aardsma ist die Schwester des Baseballspielers David Aardsma.
Aardsma gewann 1994 die Wahlen zur Miss Teenage California, 1997 die zur Miss Colorado Teen USA. 1998 nahm sie an der Wahl zur Miss Teen USA teil.
Aardsma gab 2000 ihr Schauspieldebüt im Film Table One. Außerdem hatte sie Gastrollen in den US-Fernsehserien CSI: Den Tätern auf der Spur und Für alle Fälle Amy. Im Horrorfilm Hyenas (2011) spielte sie neben Costas Mandylor die Rolle der Valerie. 2013 spielte sie in drei Folgen der Seifenoper Zeit der Sehnsucht mit.

## Filmografie
- 2000: Table One
- 2002: Für alle Fälle Amy (Judging Amy, Fernsehserie, Folge 3x20 The Bottle Show)
- 2004: The Kings of Brooklyn
- 2007: CSI: Den Tätern auf der Spur (CSI: Crime Scene Investigation, Fernsehserie, Folge 7x14 Meet Market)
- 2007: Orlando’s Bed and Breakfast (Fernsehfilm)
- 2009: Bob Dylan: Beyond Here Lies Nothin’ (Kurzfilm)
- 2009: Dough Boys
- 2009: Just Like Family
- 2010: They Are Coming: The Prologue
- 2011: Hyenas
- 2013: Zeit der Sehnsucht (Days of our Lives, Fernsehserie, drei Folgen)